# Оймауыт (Актюбинская область)
Оймауыт (каз. Оймауыт) — село в Байганинском районе Актюбинской области Казахстана. Административный центр и единственный населённый пункт Жанажолского сельского округа. Код КАТО — 153635100.

## Население
В 1999 году население села составляло 1102 человека (576 мужчин и 526 женщин). По данным переписи 2009 года, в селе проживали 723 человека (387 мужчин и 336 женщин).